# Julien Benda
Julien Benda [bɛ̃da] (* 26. Dezember 1867 in Paris; † 7. Juni 1956 in Fontenay-aux-Roses bei Paris) war ein französischer Philosoph und Schriftsteller.

## Leben und Werk
Julien Benda entstammt einer assimilierten jüdischen Kaufmannsfamilie und studierte Mathematik und Geschichte.
Als Vertreter eines entschiedenen Realismus wandte er sich gegen irrationale Positionen in der Philosophie und der Kunst zu Beginn des 20. Jahrhunderts und verurteilte in seinem Werk Belphégor (1918) Emotionalität und Intuition. Dabei geriet er vor allem in den Jahren 1912 bis 1914 in eine intensive Auseinandersetzung mit Henri Bergson und dessen Lebensphilosophie.
Insbesondere in dem Roman Die Ordination (1910/1912) und dem berühmten Essay Der Verrat der Intellektuellen (1927, im Original: La trahison des clercs) beklagte er einen Trend der Intelligentsia, die ihnen eigentlich zustehende Position des Universalismus, ihren Schlüsselwert der Gerechtigkeit und ihre Organisationsform der Demokratie zu verraten und sich zunehmend „politischen Leidenschaften“ wie dem Klassenkampf, dem Nationalismus oder dem Rassismus hinzugeben. Seine Vorstellung des Intellektuellen (im Original: clercs, Kleriker einschließend) beschreibt eine Klasse, „deren Aktivitäten schon vom Wesen her nicht auf praktische Ziele ausgerichtet sind; Menschen, die ihre Befriedigung in Kunst, Wissenschaft oder metaphysischer Spekulation –, kurz, im Besitz immaterieller Güter suchen“. Als intellektuelle Vorbilder galten ihm Platon, Descartes und Kant.
In der Untersuchung über die europäische Nation (1933) trat er bereits früh für ein rational vereintes Europa ein und forderte eine supranationale Vernunft. Nicht der Zollverein, sondern Denker wie Johann Gottlieb Fichte hätten die deutsche Nation geschaffen. „Europa wird ernsthaft sein oder überhaupt nicht sein.“ Dementsprechend wandte er sich in seiner Schrift Die Schicksalsprüfung der Demokratien (1942) kritisch gegen die Volksfront und den Nationalsozialismus.

## Wirkung
Mit Neuauflagen seines wichtigsten Werkes über den Verrat der Intellektuellen in den 1940er und 1970er Jahren löste er auch nach seinem Tod in den französischen gelehrten Kreisen wie auch in der Öffentlichkeit immer wieder Diskussionen über die Rolle des Intellektuellen und seine Beziehung zu gesellschaftlichen Machtpositionen aus. In Deutschland fand sein Werk eine sehr viel geringere Beachtung, obwohl es sich auch intensiv mit den deutschen Intellektuellen befasst. Jean Améry hielt in Salzburg den Vortrag Ein neuer Verrat der Intellektuellen? (1976) anlässlich der französischen Ausgabe von 1975 und schrieb das Vorwort Benda, der Unzeitgemäß-Überzeitliche zur deutschen Ausgabe von 1978. In den 1980er Jahren entwickelte ferner Edward Said aus einer umstrittenen Lesart von Bendas Verrat seine Vorstellung des „weltlichen Intellektuellen“. Michael Walzer widmet Benda ein Kapitel seines Buchs The Company of Critics (dt. „Zweifel und Gemeinsinn“).

## Bibliographie

### Französisch
- Les sentiments de Critias – 1917
- Belphégor : essai sur l’esthétique de la présente société française – 1919
- Les amorandes – 1922
- La croix de roses ; précédé d’un dialogue d’Eleuthère avec l’auteur – 1923
- Lettres à Mélisande – 1926
- L’ordination – 1926
- La trahison des clercs – 1927
- Cléanthis ou du Beau et de l’actuel – 1928
- Properce, ou Les amants de Tibur – 1928
- Appositions – 1930
- Esquisse d’une histoire des Français dans leur volonté d’être une nation – 1932
- Discours à la nation européenne – 1933
- La jeunesse d’un clerc – 1936
- Précision (1930–1937) – 1937
- Un régulier dans le siècle – 1937
- La grande épreuve des démocraties. Essai sur les principes démocratiques : leur nature, leur histoire, leur valeur philosophique. – 1942
- Exercice d’un enterré vif, juin 1940–août 1944 – 1945
- La France byzantine, ou, Le triomphe de la littérature pure : Mallarmé, Gide, Proust, Valéry, Alain Giraudoux, Suarès, les Surréalistes: essai d’une psychologie originelle du littérateur – 1945
- Du poétique. Selon l’humanité, non selon les poètes – 1946
- Non possumus. À propos d’une certaine poésie moderne – 1946
- Le rapport d’Uriel – 1946
- Tradition de l’existentialisme, ou, Les philosophies de la vie – 1947
- Trois idoles romantiques : le dynamisme, l’existentialisme, la dialectique matérialiste – 1948
- Du style d’idées : réflexions sur la pensée, sa nature, ses réalisations, sa valeur morale – 1948
- Les cahiers d’un clerc, 1936–1949 – 1949
- La crise du rationalisme – 1949

### Deutsch
- Der Verrat der Intellektuellen (frz. La trahison des clercs, 1927, 1946, 1975), München und Wien (Hanser), 1978; Frankfurt (Ullstein Materialien), 1983; Frankfurt (Fischer TB), 1988; aktuelle Ausgabe: Mainz (Verlag André Thiele), 2013, ISBN 978-3-940884-71-8